# Henri Mouillefarine
Henri Mouillefarine (Montrouge, 1º agosto 1910 – Clamart, 21 luglio 1994) è stato un pistard francese.

## Palmarès

### Olimpiadi
- Argento a Los Angeles 1932 nell'inseguimento a squadre.